# 岩崎清信
岩崎 清信（いわさき きよのぶ 1967年1月30日- ）は日本の元卓球選手。1996年に全日本卓球選手権を制覇している。五段。

## 経歴
埼玉県立熊谷商業高等学校で吉田安夫の指導を受けた。専修大学に進学、関東学生卓球リーグでは4年間で36勝4敗の成績を残した。1988年の全日本学生卓球選手権で準優勝している。専修大学を卒業後、日産自動車に入社し社会人選手とし活躍、1993年の全日本社会人卓球選手権で優勝した。1996年には全日本卓球選手権で優勝した。1997年のジャパントップ12卓球大会でも優勝している。
卓球選手として引退後同社を退職しタマスに入社した。
所属は総務部だが卓球の振興のため全国各地で学生等の技術指導も行っている。

## 主な戦績
1996年
- 全日本卓球選手権 男子シングルス 優勝

1997年
- 第2回ジャパントップ12卓球大会 男子シングルス 優勝

## 著書
- 卓球レポート 技術向上のための連載を執筆
- バタフライ基礎からよくわかる基本打法 監修